# Aesopus subturritus
Aesopus subturritus is een slakkensoort uit de familie van de Columbellidae. De wetenschappelijke naam van de soort is voor het eerst geldig gepubliceerd in 1866 door Carpenter.